# Kemeneshát
A Kemeneshát Magyarországon, a Dunántúlon, Vas vármegyében található földrajzi középtáj, a Nyugat-magyarországi-peremvidék része, a Vasi-Hegyhát (Őrség) határát képező Lugos-patak, valamint a Zala, a Marcal és a Rába között elhelyezkedő 60 km-nél is hosszabb karéj alakú dombvidék.
Felszínét kavicstakaró borítja, melyet az Alpokból ide érkező folyók teregettek szét. Később a terület megemelkedett, a folyók pedig ugyanekkor egyre mélyebben bevágódtak a felszínbe, völgyeket vájva a vidék anyagába. Ahol azonban a kavicstakaró elég vastag és erős, ott megtalálhatjuk az eredeti felszín emlékeit.
Két részre tagolódik:
- az Alsó-Kemeneshátra (régi népi neve Cserhát, Cser) és
- a Felső-Kemeneshátra (Hegyhát).

Az Alsó- és Felső-Kemeneshát határa a Kám–Hosszúpereszteg vonalon húzható meg.
Felső-Kemeneshátra használatos a Hegyhát elnevezés is. A Hegyhát és a (Felső-)Kemeneshát fogalmát más és más módon határozza meg a földrajzi, a néprajzi és a helytörténeti irodalom, az élő gyakorlat pedig valószínűleg ma ezek egyikével sem esik egybe pontosan.
A Felső-Kemeneshát központja Vasvár.

## Nevének eredete
A „Kemeneshát” név a kő jelentésű szláv „kamen” szóval függ össze.

## Elhelyezkedése
Nyugatról a Lugos-patak, északnyugatról pedig a Rába választja el Alpokaljától, északról szintén a Rába választja el a Vas-Soproni-síkságtól. Déli határa a Felső-Zala-völgy és az Alsó-Zala-völgy (Zalai-dombság), keleten pedig az egyre alacsonyabb dombokon túl a Kemenesalja (Kisalföld) kezdődik.

## Földtan és domborzat
Maga a Kemeneshát dombvonulata domborzati és talajtani szempontból is jellegzetes képződmény. Önálló tájjá valamikor 2,5-3,5 millió évvel ezelőtt vált, amikor területe a jelentős kéregmozgások következtében kiemelkedett, a vele szomszédos Kisalföld pedig lesüllyedt. Ezek a mozgások alakították ki a Nyugat-Dunántúl mai domborzati képét és vízrajzát, ekkor alakult ki a Rába, a Zala és a Marcal folyó nyomvonala, melyek között a Kemeneshát fennsíkja képezi a vízválasztót.
A dombvonulat mint természetes útvonal az emberi történelem évezredei során átjárót biztosított a két vízgyűjtő mocsaras, átjárhatatlan területei között kelet– nyugati irányba, a magyar történelem évszázadaiban pedig ez a természetes határ választotta el egy jó szakaszon Vas és Zala vármegye területét.
A Kemeneshát a kiemelkedéskor kissé megbillent déli irányba, ennek következtében északi, a Rábára néző oldala meredek, hirtelen hatvan-hetven métert is emelkedik, déli oldala viszont enyhén lejtős, fokozatosan ereszkedik alá. Fennsíkja egyenletes, nem mutat jelentős szintkülönbséget, az Őrség határánál mintegy 270 méteres tengerszint feletti magassággal indul és Vasvár környékén is még 230-240 méter körül mozog.
A fennsíkot valamikor összefüggő kavicstakaró fedte, amelyet még a földtörténet pliocén korszakában (öt és fél millió évtől két és fél millió évig), a Kemeneshát kiemelkedése előtt az ősfolyók terítettek el az Alpok lábainál. Ezt a kavicsréteget a kiemelkedés óta takaróként hordják magukon a dombok, amelyet azonban az eltelt évmilliók már számos helyen megtépáztak. A kavicstakaró összefüggő darabjai a Jeli arborétumtól Vasváron át Gersekarátig, illetve Gősfa, Bérbaltavár és Jeli között maradtak fenn legjobban. Ez a jellegzetes, sárgás, magas vastartalmú és néhol erősen agyagos kavics – amely jóval gyengébb minőségű építőanyag, mint a Rába mentén elterülő fiatalabb kavicstakaró anyaga – jól megfigyelhető akár a szőlőhegyek rossz minőségű talajában is, de tömegében az egyre ritkábban művelt kavicsbányákban mutatkozik meg, ahol sokszínű rétegei évmilliók üzeneteit hordozzák.
A néhol húszméteres vastagságot is elérő kavicsréteget néhány méteres lösz takarta, ez azonban a víz és a szél munkájának nyomán ma főleg a völgyekbe átrétegződve mutatkozik meg. Ez a lösz a jégkorszakok hideg, száraz időszakában a szelek által lerakott porból alakult ki, és a jégkorszakok közötti felmelegedések és az utóbbi tízezer év csapadékosabb időszakaiban állt össze agyagos, vályogos talajjá.
A kavicstakaró alatt korábbi földtörténeti korok lerakódásai rejtőznek, amelyekből vidékünkön többnyire a homok és az agyag mutatkozik meg erőteljesen.

## Vízrajz
A domborzati adottságokból következően az északi oldalon nem alakultak ki nagyobb vízfolyások, az egyébként bő vizű források által táplált patakocskák rövid úton a Rábával párhuzamosan futó Csörnöc-Herpenyőbe (a felső folyáson Csörnöcnek, míg az alsó részen Herpenyőnek hívja a köznyelv a patakot) futnak. Közülük az egyik legnagyobb a Kám határában, a mai Jeli arborétum területén eredő Koponyás-patak, melynek vizét egykor malmok egész sora hasznosította.
A déli oldalon hosszabb és több mellékágat is összegyűjtő patakok futnak, amelyek mind a Zalába igyekeznek. Ezek közül a leghosszabb (26 kilométer) és a legnagyobb vízgyűjtő területtel (154 négyzetkilométer) rendelkező vízfolyás a Sárvíz. A patak Sárfimizdó környékén ered (a helynév maga is – Sárfő – a forrásra utal), és Győrvárig keleti irányba folyik, majd itt egyesülve az északról érkező Verna-patakkal déli irányba folytatja útját egészen Zalaszentivánig, ahol a Zalába torkollik.

## Talaj és növényzet
A Kemeneshátat valamikor hatalmas, összefüggő erdőség borította, melynek Vasvár és Sárvár közötti szakaszát Farkas-erdő néven emlegetik a középkortól napjainkig.
A dombvonulat északi, hűvösebb oldalát gyertyános-bükkösök borították, magát a fennsíkot tölgyerdők. A fennsík tulajdonképpen napjainkig lakatlan maradt, a dombok lábainál fekvő települések is csak folyamatos irtással tudták kialakítani kisebb-nagyobb határukat.
A falut szinte körülzáró erdő, amely menedéket ad a török elől menekülő lakosságnak vagy elrejti a szegényeket pártoló betyárokat, a kemenesháti falvak hagyományában meghatározó motívum.